# Steve Trapmore
Stephen "Steve" Patrick Trapmore (MBE) (født 18. marts 1975 i London) er en engelsk tidligere roer og olympisk guldvinder.
Trapmore begyndte sin karriere i roning som styrmand i sin fars båd som tolvårig. Da han blev femten, kom han selv til at ro, og i løbet af få år var han i den internationale elite og var blandt andet med til at vinde sølv ved junior-VM i dobbeltfirer i 1993. Som seniorroer var han i 1997 med til at vinde VM-bronze i firer med styrmand, inden han i 1998 gik med i den britiske otter. I denne båd var han med til at vinde VM-sølv i 1999.
Ved OL 2000 i Sydney var han igen med i den britiske otter, hvis besætning ud over Trapmore bestod af Andrew Lindsay, Ben Hunt-Davis, Louis Attrill, Luka Grubor, Kieran West, Fred Scarlett, Simon Dennis og styrmand Rowley Douglas. I indledende heat blev briterne nummer to i deres heat efter Australien, men de kvalificerede sig til finalen efter sejr i opsamlingsheatet. I finalen lagde briterne sig i spidsen fra løbets begyndelse, og der blev de og sikrede sig guldet (den første britiske guldmedalje i disciplinen siden OL 1912) lidt under et sekund foran australierne, mens bronzen gik til Kroatien.
Efter nogle knap så gode resultater i otteren skiftede Trapmore midt i 2002-sæsonen til firere og deltog ved VM samme år i firer med styrmand, hvor han var med til at vinde guld. I 2003 pådrog han sig en rygskade, der satte en stopper for hans aktive karriere, hvorefter han blev træner i sporten. I 2010 blev han valgt som træner vor roklubben ved Cambridge University.

## OL-medaljer
- 2000:  Guld i otter